# Ermanno Adolfo di Lippe-Detmold
Ermanno Adolfo di Lippe-Detmold (Detmold, 31 gennaio 1616 – Detmold, 10 ottobre 1666) è stato conte di Lippe-Detmold.

## Biografia
Ermanno Adolfo era figlio del conte Simone VII di Lippe-Detmold e della contessa Anna Caterina di Nassau-Wiesbaden-Idstein (1590-1622).
Nel 1659 egli completò l'estensione del castello di Horn con un portale barocco, sopra il quale pose le armi della propria famiglia assieme a quelle della moglie. Tra il 1663 ed il 1664 prese parte alla quarta guerra austro-turca con una delegazione locale che era composta di 140 uomini. La pace di Eisenburg consentì ai soldati di ritornare a casa già nel dicembre del 1664.

## Matrimonio e figli
Ermanno Adolfo sposò nel 1648 la contessa Ernestina di Isenburg-Büdingen-Birstein ad Offenbach (9 febbraio 1614-5 dicembre 1665), dalla quale ebbe i seguenti figli:
- Simone Enrico (13 marzo 1649-2 maggio 1697), sposò la contessa Amalia di Dohna-Vianen a L'Aia (2 febbraio 1645-11 marzo 1700)
- Anna Maria (20 febbraio 1651-22 luglio 1690)
- Sofia Ernestina (9 marzo 1652-22 gennaio 1702)
- Giovanna Elisabetta (6 agosto 1653-5 giugno 1690), sposò il conte Cristoforo Federico di Dohna-Lauck

Alla morte della prima moglie, Ermanno Adolfo si risposò nel 1666 con la contessa Amalia di Lippe-Brake (20 settembre 1629-19 agosto 1676). Questo matrimonio non diede eredi dal momento che lo stesso Ermanno Adolfo morì pochi mesi dopo il matrimonio.

## Ascendenza
|                                                  |                                           |                                           | Genitori                                      |  |  | Nonni |  |  | Bisnonni                      |  |  | Trisnonni                |  |
|                                                  |                                           |                                           |                                               |  |  |       |  |  | Bernardo VIII, conte di Lippe |  |  | Simone V, conte di Lippe |  |
|                                                  |                                           |                                           |                                               |  |  |       |  |  | Bernardo VIII, conte di Lippe |  |  | Simone V, conte di Lippe |  |
|                                                  |                                           | Maddalena di Mansfield-Mittelort          |                                               |  |  |       |  |  | Bernardo VIII, conte di Lippe |  |  |                          |  |
| Simone VI, conte di Lippe                        |                                           |                                           |                                               |  |  |       |  |  | Bernardo VIII, conte di Lippe |  |  |                          |  |
|                                                  |                                           | Caterina di Waldeck-Eisenberg             | Filippo III, conte di Waldeck-Eisenberg       |  |  |       |  |  |                               |  |  |                          |  |
|                                                  |                                           | Caterina di Waldeck-Eisenberg             | Filippo III, conte di Waldeck-Eisenberg       |  |  |       |  |  |                               |  |  |                          |  |
|                                                  |                                           | Caterina di Waldeck-Eisenberg             | Anna di Kleve                                 |  |  |       |  |  |                               |  |  |                          |  |
| Simone VII, conte di Lippe-Detmold               |                                           | Caterina di Waldeck-Eisenberg             |                                               |  |  |       |  |  |                               |  |  |                          |  |
|                                                  |                                           | Otto IV, conte di Holstein-Schaumburg     | Jobst I, conte di Holstein-Schauenburg        |  |  |       |  |  |                               |  |  |                          |  |
|                                                  |                                           | Otto IV, conte di Holstein-Schaumburg     | Jobst I, conte di Holstein-Schauenburg        |  |  |       |  |  |                               |  |  |                          |  |
|                                                  |                                           | Otto IV, conte di Holstein-Schaumburg     | Maria di Nassau-Siegen                        |  |  |       |  |  |                               |  |  |                          |  |
| Elisabetta di Holstein-Schaumburg                |                                           | Otto IV, conte di Holstein-Schaumburg     |                                               |  |  |       |  |  |                               |  |  |                          |  |
|                                                  |                                           | Elisabetta Ursula di Brunswick-Lüneburg   | Ernesto I, duca di Brunswick-Lüneburg         |  |  |       |  |  |                               |  |  |                          |  |
|                                                  |                                           | Elisabetta Ursula di Brunswick-Lüneburg   | Ernesto I, duca di Brunswick-Lüneburg         |  |  |       |  |  |                               |  |  |                          |  |
|                                                  |                                           | Elisabetta Ursula di Brunswick-Lüneburg   | Sofia di Meclemburgo-Schwerin                 |  |  |       |  |  |                               |  |  |                          |  |
| Ermanno Adolfo, conte di Lippe-Detmold           |                                           | Elisabetta Ursula di Brunswick-Lüneburg   |                                               |  |  |       |  |  |                               |  |  |                          |  |
|                                                  | Balthasar, conte Nassau-Wiesbaden-Idstein | Filippo I, conte Nassau-Wiesbaden-Idstein |                                               |  |  |       |  |  |                               |  |  |                          |  |
|                                                  | Balthasar, conte Nassau-Wiesbaden-Idstein | Filippo I, conte Nassau-Wiesbaden-Idstein |                                               |  |  |       |  |  |                               |  |  |                          |  |
|                                                  | Balthasar, conte Nassau-Wiesbaden-Idstein | Adriana di Glymes                         |                                               |  |  |       |  |  |                               |  |  |                          |  |
| Giovanni Luigi I, conte Nassau-Wiesbaden-Idstein | Balthasar, conte Nassau-Wiesbaden-Idstein |                                           |                                               |  |  |       |  |  |                               |  |  |                          |  |
|                                                  |                                           | Margherita di Isenburg-Büdingen-Birstein  | Rainardo, conte di Isenburg-Büdingen-Birstein |  |  |       |  |  |                               |  |  |                          |  |
|                                                  |                                           | Margherita di Isenburg-Büdingen-Birstein  | Rainardo, conte di Isenburg-Büdingen-Birstein |  |  |       |  |  |                               |  |  |                          |  |
|                                                  |                                           | Margherita di Isenburg-Büdingen-Birstein  | Elisabetta di Waldeck-Wildungen               |  |  |       |  |  |                               |  |  |                          |  |
| Anna Caterina di Nassau-Wiesbaden-Idstein        |                                           | Margherita di Isenburg-Büdingen-Birstein  |                                               |  |  |       |  |  |                               |  |  |                          |  |
|                                                  |                                           | Giovanni VI, conte di Nassau-Dillenburg   | Guglielmo I, conte di Nassau-Dillenburg       |  |  |       |  |  |                               |  |  |                          |  |
|                                                  |                                           | Giovanni VI, conte di Nassau-Dillenburg   | Guglielmo I, conte di Nassau-Dillenburg       |  |  |       |  |  |                               |  |  |                          |  |
|                                                  |                                           | Giovanni VI, conte di Nassau-Dillenburg   | Giuliana di Stolberg-Wernigerode              |  |  |       |  |  |                               |  |  |                          |  |
| Maria di Nassau-Dillenburg                       |                                           | Giovanni VI, conte di Nassau-Dillenburg   |                                               |  |  |       |  |  |                               |  |  |                          |  |
|                                                  |                                           | Elisabetta di Leuchtenberg                | Giorgio III, langravio di Leuchtenberg        |  |  |       |  |  |                               |  |  |                          |  |
|                                                  |                                           | Elisabetta di Leuchtenberg                | Giorgio III, langravio di Leuchtenberg        |  |  |       |  |  |                               |  |  |                          |  |
|                                                  |                                           | Elisabetta di Leuchtenberg                | Barbara di Brandenburgo-Ansbach-Kulmbach      |  |  |       |  |  |                               |  |  |                          |  |
|                                                  |                                           | Elisabetta di Leuchtenberg                |                                               |  |  |       |  |  |                               |  |  |                          |  |